# Ichnologie

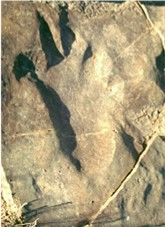
Bradysaurus voetstap, Fraserburg, Karoo, Zuid-Afrika

De ichnologie is de wetenschap van het sporenonderzoek of spoorkunde. In de ichnologie worden sporenfossielen (of ichnofossielen) onderzocht.
Als zodanig is het een tak van de paleontologie. Van veel levensvormen uit het verleden, vooral wanneer zij geen of weinig harde lichaamsdelen bezaten zijn vaak slechts sporen te vinden, bijvoorbeeld pootafdrukken of gegraven holen. Sporen worden net als de lichaamsresten benoemd met een tweedelige wetenschappelijke naam. Indien mogelijk tracht men een verband te leggen met de diersoort die verantwoordelijk is geweest voor het achterlaten ervan. In vele gevallen is dat echter een lastige taak en kan het vele jaren duren voor er enige zekerheid ontstaat wie de veroorzaker van de sporen precies geweest is. Aan de sporen wordt daarom een aparte soortnaam gegeven als ichnospecies.